# Carville-la-Folletière
Carville-la-Folletière é uma comuna francesa na região administrativa da Normandia, no departamento de Sena Marítimo. Estende-se por uma área de 4,39 km². Em 2010 a comuna tinha 425 habitantes (densidade: 96,8 hab./km²).